# Пайют (округ)
Округ Пайют (англ. Piute County) располагается в штате Юта, США. Официально образован в 1865 году. По состоянию на 2010 год, численность населения составляла 1556 человек.

## География
По данным Бюро переписи США, общая площадь округа равняется 1983,942 км2, из которых 1963,222 км2 суша и 20,720 км2 или 1,000 % это водоёмы.

## Население
По данным переписи населения 2000 года в округе проживает 1 435 жителей в составе 509 домашних хозяйств и 389 семей. Плотность населения составляет 1,00 человек на км2. На территории округа насчитывается 745 жилых строений, при плотности застройки менее 1,00-го строения на км2. Расовый состав населения: белые — 95,61 %, афроамериканцы — 0,14 %, коренные американцы (индейцы) — 1,18 %, азиаты — 0,21 %, гавайцы — 0,07 %, представители других рас — 1,88 %, представители двух или более рас — 0,91 %. Испаноязычные составляли 4,46 % населения независимо от расы.
В составе 33,00 % из общего числа домашних хозяйств проживают дети в возрасте до 18 лет, 67,60 % домашних хозяйств представляют собой супружеские пары проживающие вместе, 5,70 % домашних хозяйств представляют собой одиноких женщин без супруга, 23,40 % домашних хозяйств не имеют отношения к семьям, 22,40 % домашних хозяйств состоят из одного человека, 11,60 % домашних хозяйств состоят из престарелых (65 лет и старше), проживающих в одиночестве. Средний размер домашнего хозяйства составляет 2,79 человека, и средний размер семьи 3,25 человека.
Возрастной состав округа: 30,70 % моложе 18 лет, 6,60 % от 18 до 24, 19,70 % от 25 до 44, 26,00 % от 45 до 64 и 26,00 % от 65 и старше. Средний возраст жителя округа 39 лет. На каждые 100 женщин приходится 104,40 мужчин. На каждые 100 женщин старше 18 лет приходится 101,60 мужчин.
Средний доход на домохозяйство в округе составлял 29 625 USD, на семью — 35 147 USD. Среднестатистический заработок мужчины был 26 771 USD против 18 438 USD для женщины. Доход на душу населения составлял 12 697 USD. Около 11,70 % семей и 16,20 % общего населения находились ниже черты бедности, в том числе — 19,10 % молодежи (тех, кому ещё не исполнилось 18 лет) и 7,00 % тех, кому было уже больше 65 лет.